# Neurobiobank München
Die Neurobiobank München (NBM) ist am Zentrum für Neuropathologie und Prionforschung (ZNP) der Ludwig-Maximilians-Universität München (LMU) lokalisiert und ist eine der führenden Hirnbanken Europas. Die Aufgaben der NBM umfassen die Rekrutierung von Gewebespendern mit neurologisch-psychiatrischen Erkrankungen und von neurologisch-psychiatrisch gesunden Personen, das Asservieren, Charakterisieren und Archivieren des nach dem Tod entnommenen Gewebes sowie die Abgabe entnommener Gewebeproben zu Forschungszwecken.
Ein besonderer Schwerpunkt der NBM sind die neurodegenerativen Erkrankungen wie die Alzheimer-Krankheit und die Parkinson-Krankheit. Ein Schwerpunkt waren über eine lange Zeit auch die menschlichen Prionenerkrankungen (Creutzfeldt-Jakob-Krankheit, Gerstmann-Sträussler-Scheinker-Syndrom und andere).
Zurzeit (Stand 2023) gibt es Gewebeproben von etwa 1100 verstorbenen Patienten mit verschiedenen neurologischen und psychiatrischen Erkrankungen, die für Forschungszwecke zur Verfügung gestellt werden können. Dazu kommen noch Gewebeproben von gesunden Gewebespendern.

## Geschichte
Die NBM in ihrer jetzigen Form wurde im Jahr 2011 am ZNP vom damaligen Institutsdirektor Hans A. Kretzschmar gegründet. Nachdem das Brain-Net Deutschland unter der Leitung des ZNPs von seiner Gründung im Jahr 1999 bis 2011 vom Bundesministerium für Bildung und Forschung finanziell unterstützt wurde, übernahm die NBM die Sammlung an Gewebeproben und deren kontinuierlichen Ausbau. Das ZNP koordinierte auch von 2001 bis 2009 das im fünften und sechsten Rahmenprogramm der Europäischen Kommission als Network of Excellence finanzierte Brain-Net Europe.
Die Neurobiobank wird seit Dezember 2016 vom aktuellen Direktor des ZNP, Jochen Herms, dem Nachfolger Hans Kretzschmar, zusammen mit Peter Falkai, dem Direktor der Klinik für Psychiatrie und Psychotherapie, geleitet.

## Zusammenarbeit
Die NBM arbeitet mit verschiedenen Forschungseinrichtungen zusammen, beispielsweise dem Konsortium zur Erforschung der Frontotemporalen Lobärdegeneration (FTLD-Netzwerk) und dem Deutschen Zentrum für Neurodegenerative Erkrankungen (DZNE).
Es kooperiert mit dem Nationalen Referenzzentrum für die Surveillance Transmissibler Spongiformer Enzephalopathien in Göttingen und steht im engen Austausch mit verschiedenen Selbsthilfegruppen, beispielsweise der Deutschen Restless Legs Vereinigung.